# Mnesarete astrape
Mnesarete astrape – gatunek ważki z rodziny świteziankowatych (Calopterygidae). Występuje na terenie Ameryki Południowej.